# Zivilarbeiter

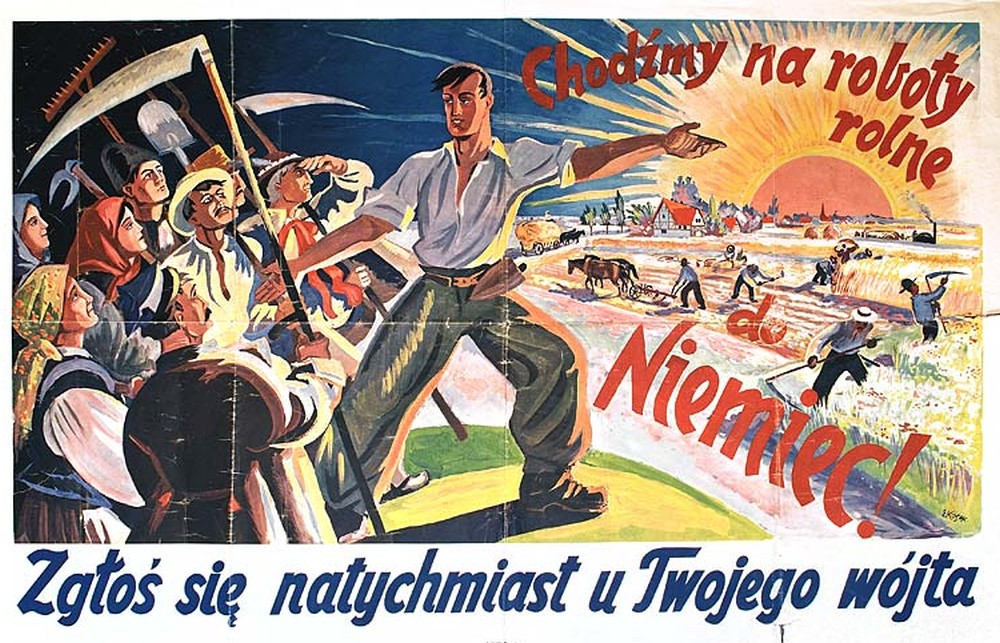
Niemiecki plakat propagandowy: „Chodźmy na roboty rolne do Niemiec. Zgłoś się natychmiast u twojego wójta” z punktu werbunkowego na roboty do Niemiec przy ulicy Nowy Świat w Warszawie

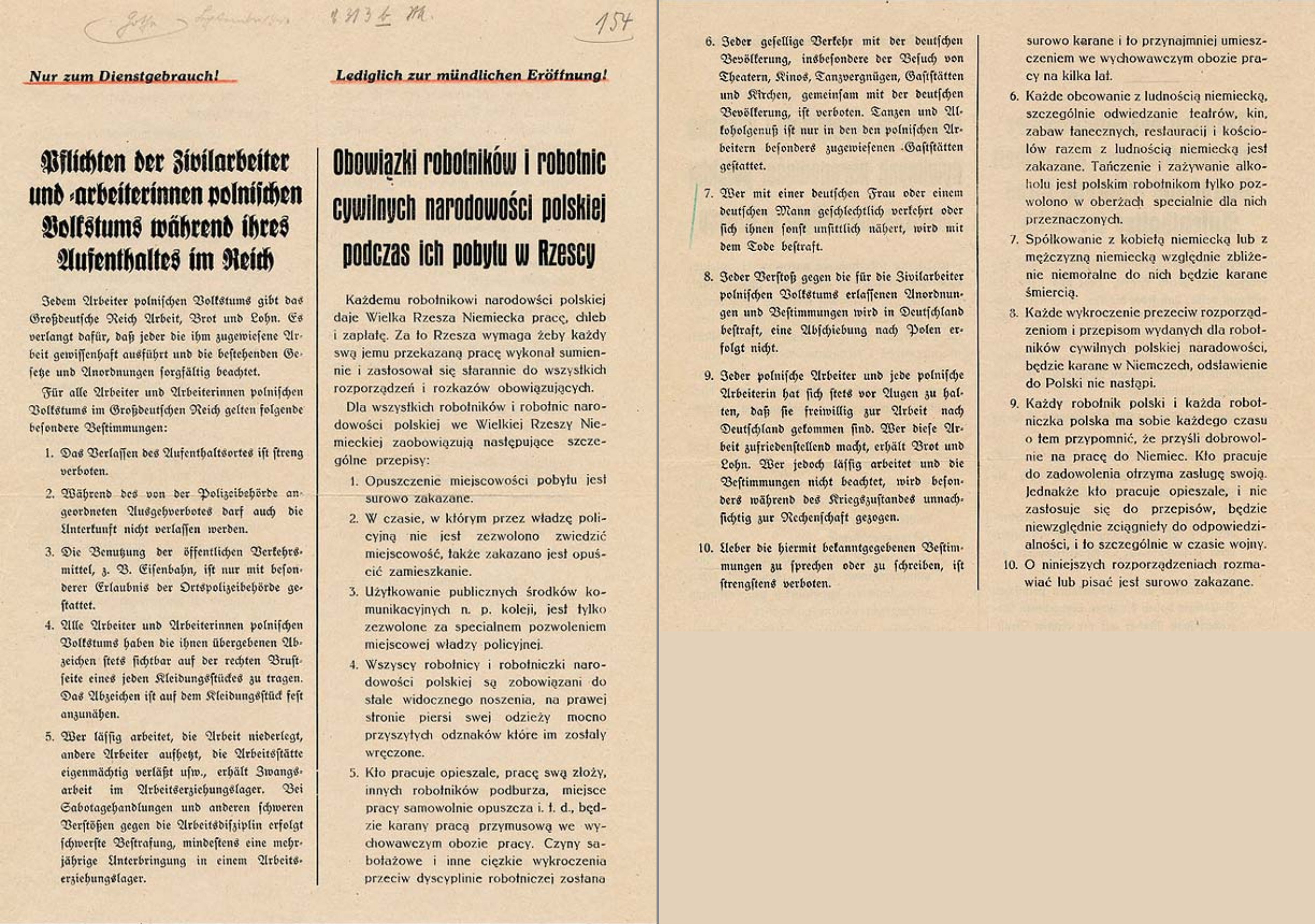
„Obowiązki robotników i robotnic cywilnych narodowości polskiej podczas pobytu w Rzeszy”

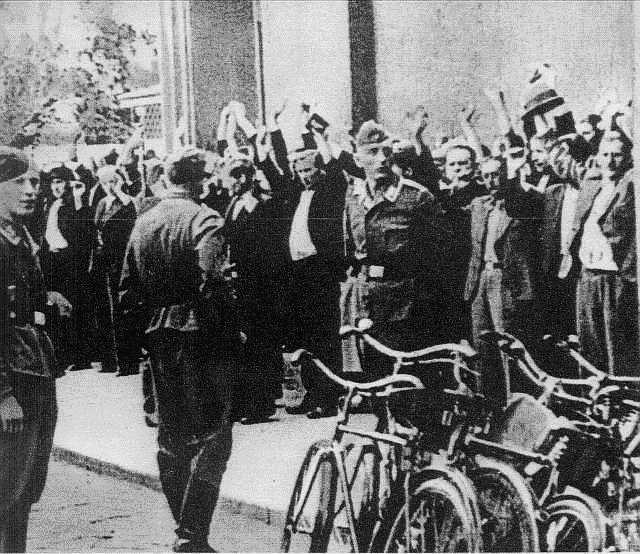
Łapanka – jedna z metod wyszukiwania ludzi na roboty przymusowe w III Rzeszy

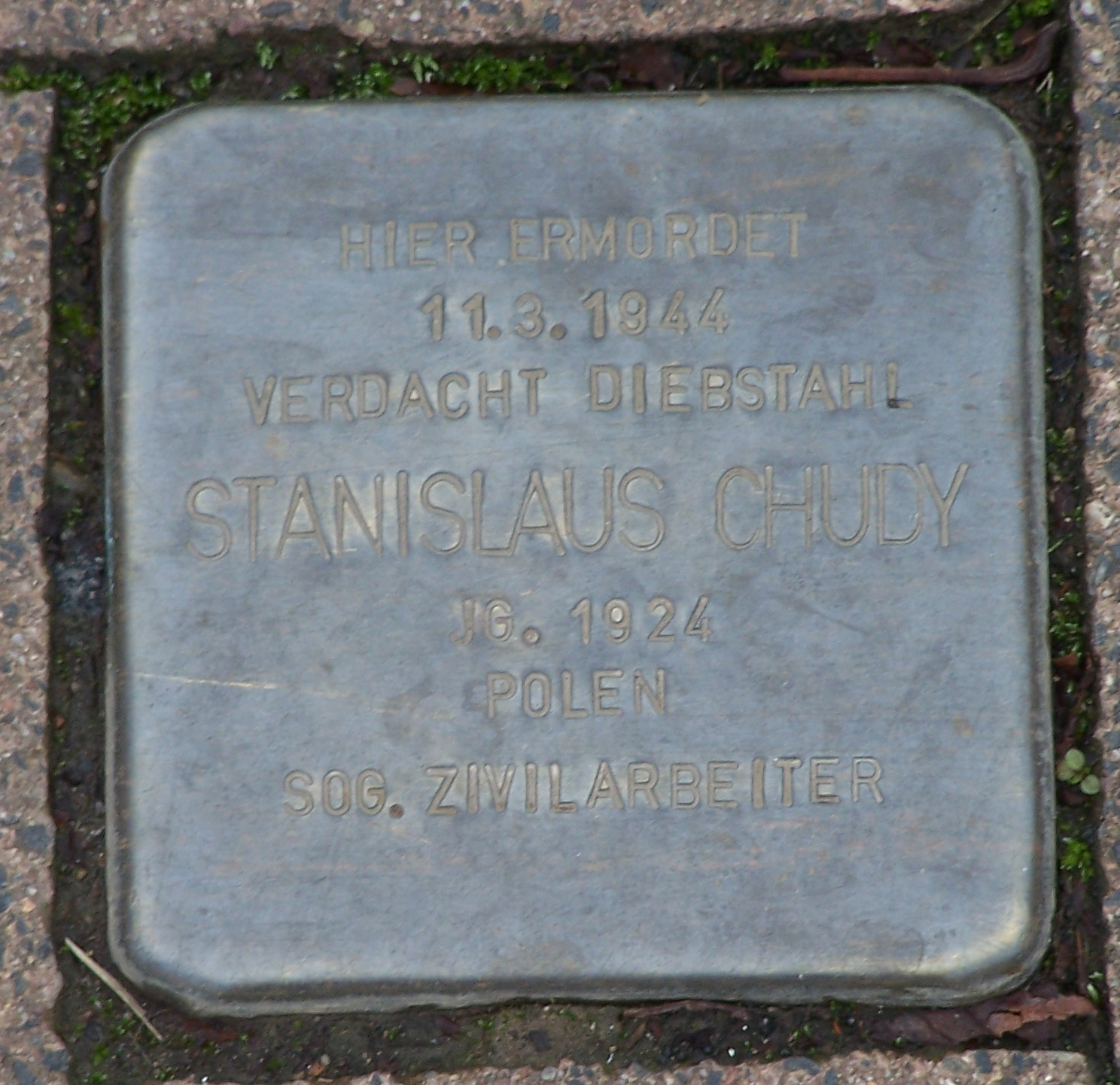
Kamień pamięci w Eisenach poświęcony polskiemu robotnikowi przymusowemu Stanisławowi Chudemu podejrzewanemu o kradzież i zamordowanemu 11 marca 1944

Zivilarbeiter (dosłownie „Robotnicy cywilni”) – robotnicy przymusowi (niem. Zwangsarbeiter) w III Rzeszy, werbowani do robót przymusowych w okupowanej Polsce na podstawie tak zwanych dekretów polskich (niem. Polenerlasse). Pracujący w Niemczech polscy robotnicy nosili naszywkę „P”.
Zivilarbeiterzy byli traktowani o wiele gorzej niż tak zwani robotnicy-goście (niem. Gastarbeitnehmer) z krajów Europy Zachodniej.
Na ziemiach polskich, w nowo utworzonym Generalnym Gubernatorstwie, w październiku 1939 wprowadzono przymus pracy dla wszystkich mieszkańców od 18. do 60. roku życia, a w grudniu rozciągnięto ten obowiązek także na młodzież powyżej 14. roku życia. Niedopełnienie obowiązku pracy groziło surowymi sankcjami – do wywiezienia do obozu koncentracyjnego włącznie.
Właściciele koni mieszkający na terenach podbitych mieli między innymi obowiązek świadczenia usług transportowych na rzecz władz okupacyjnych, a także na przykład pracy przy zrywce i wywózce drewna z lasu. Chłopi mieli obowiązek pracy przy remontach dróg, linii kolejowych i tym podobnych. Osoby niepracujące wzywano najpierw imiennie do stawiennictwa na wyjazd do pracy w Niemczech pod groźbą wywózki najbliższej rodziny, konfiskaty mienia lub nawet śmierci. Wobec nieustannego niedoboru rąk do pracy w Niemczech wezwania zaczęto wysyłać później także do osób mających zatrudnienie, ale uznanych przez urzędników za zbędne w swoich miejscach pracy w GG – czy to w przedsiębiorstwach, czy to w rolnictwie. Stosowano także metodę pozyskiwania pracowników przymusowych przy pomocy ulicznych łapanek: spośród grupy przypadkowo zatrzymanych osób w pierwszej kolejności poszukiwano tych, którzy nie mieli aktualnego świadectwa zatrudnienia (niem. Ausweis). Do robót przymusowych skierowano też niemal wszystkich jeńców szeregowców, w łącznej liczbie sięgającej 300 tysięcy osób (niem. Militärinternierte). Łącznie, do jesieni 1944 na roboty przymusowe trafiło 2,8 miliona Polaków, w tym prawie połowę stanowili mieszkańcy GG, czyli co dziesiąty obywatel GG pracował w Rzeszy.
Deportowanych na roboty przymusowe zatrudniano najczęściej w rolnictwie, leśnictwie, ogrodnictwie i rybołówstwie, nieco rzadziej w przemyśle i transporcie. Pewna część pracowała w innych gałęziach niemieckiej gospodarki, a także na przykład w gospodarstwach domowych (jako służący).
Z robotnikami przymusowymi nie zawierano umów pisemnych, a o czasie ich pracy decydował pracodawca, często nie respektując prawa do niedziel i świąt.
Robotnicy przymusowi:
- nie mieli praw urlopowych,
- nie mogli bez przepustki oddalać się poza miejscowość, gdzie byli zatrudnieni,
- musieli przestrzegać godziny policyjnej,
- nie wolno im było uczestniczyć w imprezach kulturalnych, w nabożeństwach, ani przebywać w lokalach publicznych (basenach, restauracjach i tym podobnych) razem z Niemcami,
- nie mogli korzystać z transportu publicznego,
- nie wolno im było bez zezwolenia zawierać związków małżeńskich[4].

Mieli zakaz posiadania przedmiotów uznanych za niebezpieczne (aparaty fotograficzne, rowery, nawet zapalniczki). Mieli obowiązek nosić na ubraniu wyróżniającą ich naszywkę (Polacy – trójkąt z literą „P”). Młodociani zobowiązani byli do pracy w wymiarze identycznym jak dorośli, ale za mniejsze wynagrodzenie.
Polacy z terenów wschodnich zajętych przez Niemcy w 1941 i niewłączonych do GG byli traktowani jako tak zwani Ostarbeiterzy.
Od 1943 powstawały zakłady dla dzieci robotnic zagranicznych w III Rzeszy, w których panowała wysoka śmiertelność.
Długo po zakończeniu II wojny światowej w latach 90. XX wieku żyjący wtedy Polacy będący jedną z najliczniejszych grup ofiar pracy niewolniczej w III Rzeszy Niemieckiej otrzymali finansowe odszkodowanie od Niemiec za pracę przymusową w czasie wojny dzięki umowie zawartej pomiędzy rządami Polski i Niemiec w 1991 r. Wypłatami świadczeń finansowych ze środków niemieckich i austriackich zajmowała się Fundacja „Polsko-Niemieckie Pojednanie”. Wypłaty dla Polaków rozpoczęto dnia 30 września 1992 r. Wypłaty objęły także osoby, które nie były na robotach, ale przeżyły pobyt w nazistowskich obozach, więzieniach i gettach.